# The Secret Life Of Machines
The Secret Life of Machines ist eine von Tim Hunkin geschaffene Fernsehserie. Tim Hunkin und Rex Garrod erklären darin wie verschiedenste Haushalts- und Büromaschinen funktionieren sowie deren Entstehungsgeschichte. Hunkin hat nach eigenen Angaben die Serie auf Grundlage seiner Comics The Rudiments Of Wisdom entworfen, welche er über einen Zeitraum von 14 Jahren für die englische Zeitung The Observer erforschte und zeichnete. Die Serie wurde 1988 auf Channel 4 im Vereinigten Königreich urausgestrahlt. Später wurde sie auf Discovery Channel wiederholt.

## Übersicht
Die Serie besteht aus drei Staffeln zu je 6 Episoden, in denen verschiedene Arten von Maschinen behandelt werden. Staffel 1 behandelt Haushaltsmaschinen, Staffel 2 im Alltag verbreitete Maschinen und Staffel 3 Büromaschinen. Jede Staffel und einige Episoden enden mit einem Epilog, der aus einer aufwändigen Installation besteht und einen Aspekt der behandelten Maschine oder Technologie widerspiegelt.

### Staffel 1
In der ersten Staffel werden der Staubsauger, die Nähmaschine, die Zentralheizung, die Waschmaschine, der Kühlschrank und der Fernseher erklärt.

### Staffel 2
Diese Staffel startet mit einem Zweiteiler: das Automobil und der Verbrennungsmotor. Die anderen Episoden behandeln die Quarzuhr, das Telefon, das Radio und den Videorekorder.

### Staffel 3
Diese Staffel behandelt den Aufzug, das Textverarbeitungssystem aus dem die heutigen Computer hervorgingen, das elektrische Licht (obwohl dieses natürlich auch im Haushalt verwendet wird), den Fotokopierer und das Bürogebäude.

## Verfügbarkeit
Tim Hunkin selbst ermuntert auf seiner Homepage die Serie aus Tauschbörsen oder von Science Zero herunterzuladen. Bemerkenswerte Ausschnitte und manchmal sogar komplette Folgen sind auch bei YouTube zu finden.